# Herb Argentyny

Herb Argentyny

Herb Argentyny, ustanowiony został w 1944 roku.

## Opis herbu
W owalnej dwupolowej tarczy, pole górne barwy niebieskiej, dolne białe. Na tarczy, dwie ręce w uścisku. Ręce trzymają równocześnie trzon piki wzniesionej pionowo, na której zawieszona jest czerwona czapka frygijska.
Tarczę okala zielony laur przewiązany u dołu niebieską wstążką. Ponad całością ukazuje się Słońce Majowe - (pradawny symbol nawiązujący do wizerunku inkaskiego bóstwa solarnego Inti).

## Symbolika herbu
Splatające się dwie ręce w uścisku, oznaczają jedność wielu prowincji Argentyny. Trzymają one trzon piki. Owa broń symbolizuje gotowość do walki o wolność, której z kolei symbolem jest czapka frygijska. Wieniec laurowy, otaczający tarczę, odnosi się zaś do przeszłości kolonialnej państwa i oznacza wyzwolenie się spod kolonializmu oraz zwycięstwo. Wschodzące słońce symbolizuje wschodzącą potęgę państwa.